# The One That Got Away (álbum de Thin White Rope)
That One That Got Away es un álbum en vivo de la banda Thin White Rope. Fue lanzado en 1993 por Frontier Records y RCA. Es un álbum doble que muestra el último show de la banda el 28 de junio de 1992 en Democrazy, Gante, Bélgica. 

## Lista de canciones
Todas las canciones fueron escritas por Guy Kyser excepto donde se marca.
CD1
1. Down in the Desert (Becker/Kyser) - 3:45
2. Disney Girl - 4:55
3. Eleven - 2:22
4. Not Your Fault - 4:24
5. Wire Animals - 3:46
6. Take It Home - 5:51
7. Mister Limpet (Kyser/Von Feldt) - 4:03
8. Elsie Crashed the Party - 3:53
9. Red Sun -5:12
10. Some Velvet Morning (Hazlewood) - 5:01
11. Triangle Song (Kunkel/Kyser) - 5:18
12. Yoo Doo Right (Can) - 6:59

CD2
1. Tina and Glen - 2:21
2. Napkin Song - 1:26
3. Ants Are Cavemen - 5:50
4. Fish Song - 5:02
5. Bartender's Rag - 4:06
6. Hunter's Moon - 5:45
7. Astronomy - 4:34
8. Outlaw Blues (Dylan) - 2:43
9. It's OK - 7:52
10. Wreck of the Ol' 97 - 2:32
11. Road Runner (Bo Diddley) - 4:17
12. Munich Eunich - 4:31
13. Silver Machine (Dave Brock/Robert Calvert) - 4:22
14. The Clown Song - 1:19

- Datos: Q7755056